# トランスフォーマー (架空の生物)
トランスフォーマー（Transformers）とは、株式会社タカラ（現タカラトミー）とハズブロ社よりそれぞれ発売されている変形ロボット玩具シリーズ『トランスフォーマー（THE TRANSFORMERS）』および、それを原作としたアニメ・漫画・ゲームに登場する架空の生物。

## 概要
様々な姿に形態を変える「トランスフォーム」の機能を有し、機械の肉体と「スパーク」と呼ばれる魂を持つ「超ロボット生命体」に対して使われる呼称。
機械惑星サイバトロン原産の超ロボット生命体「サイバトロニアン」の進化によるトランスフォーマーが最もよく知られているが、他の天体原産や変身機能を有さない超ロボット生命体も時にトランスフォーマーと呼ばれることがあり、該当する「超ロボット生命体」の総称として使われることもある。
これについては、変身形態を組み込むことで初めて「正式なトランスフォーマーとして生まれ変わる」という記述もあり、作品内での「超ロボット生命体」には「トランスフォーム」の機能を有しているものが多いため、「変身機能を持った超ロボット生命体」の総称だけでなく、「超ロボット生命体」への総称としても使われているようである。
なお「変身の泉」で姿を変えることができる人間によく似た異星人であるトララカン人もメガトロンから「トランスフォーマーの一種」と称されており、超ロボット生命体に限らない「変身する生命体」を指す言葉としても使われることがある。

## 生態
「トランスフォーマー」をロボットと呼ぶか、生命体と呼ぶかについては代によって多少の差がある。彼らは金属細胞が複雑に混同した機械の肉体を持つ「人間」であり、地球の人間のような有機生命体とは異なることが多いが、喜怒哀楽・愛や友情・怒りや悲しみといった豊かな感情と高度な知能を備えた高度な文明人であり、後述する事情などで魂を宿していることで「機械の機能」による「人格プログラム」の枠を超えた知覚や心を備えるに至っている。活動に必要なエネルギーはエネルゴンと呼ばれる特殊エネルギーを精製して摂取している（中には雑食性のインセクトロンおよびビースト戦士や人間用の食料を食べるプリテンダーなど、有機物をそのままエネルギー源とできるものもいる）。このエネルギーは宇宙様々な星で生成することが可能。
知能構造に関しては大抵は地球人類とほぼ同程度であり、人間の発想によってトランスフォーマーが救われることも作品内では珍しくないが、トランスフォーマーが基本的に長生きであり高度な文明を持っていることや、機械から直接かつ高速にデータを吸収できる能力を備えた者の存在から、地球人類を圧倒することも多い。ただし知識を忘却したり、文化の違いなどで間違った解釈をして覚えるということもあり、人間との決定的な差にはならない。地球人類と比較すると、年齢と精神的な加齢の相関が低いことを伺わせる描写がみられる。
身体のサイズは種族や個体差による差が大きく、極小サイズから惑星サイズまで様々なタイプが存在する。そして生まれ持つサイズや質量、性能に見合ったパワーを元に、外部惑星の金属構造物（車・飛行機など）をスキャニングし自身の基礎能力に上乗せすることで様々な汎用性を発揮することができる（一部スキャニング能力のないトランスフォーマーも存在する）。スキャニング以外にも自身の身体の改造や、前述のように部品の交換、あるいはボディそのものを変えることで迅速に自身の能力を向上させることも可能。ただし逆に有機生命体のように時間の経過と共に身体能力が成長することは無く、彼らが肉体の改造や進化無しに力を付けるには、身体を動かす技術の向上など精神面での成長が必要不可欠である。
彼らの体は金属であるため有機生命体に比べて非常に頑丈。大きなダメージを負っても部品の交換や修復を行うことで、大抵の損傷は完治させることが可能。これは外傷だけでなく老朽化に対しても同様であり、適切な肉体のメンテナンスを受け続ければ、ほぼ半永久的に生きることができる。そのため超ロボット生命体は基本的に非常に長命な種族であり、劇中で確認できる限りは寿命は存在せず、数億年、あるいは百億年といった長い時代を生きていると発言しているトランスフォーマーも珍しくは無い。ただし、状況や損傷箇所にもよるが、あまりにも大きな損傷を受けることで体からスパークが離れたり消滅すると、スパークを失ったトランスフォーマーは肉体の損傷にかかわらず死亡する。また、強力な中性子線を受けた場合も致命傷になることが『トランスフォーマーV』で語られている。
しかし、スパークが離れただけの「肉体の死」の場合、スパークが肉体に舞い戻ることができれば、そのトランスフォーマーが元の人格を保ったまま復活することもある。元の肉体に戻ることは必須では無く、時には全く別の身体にスパークが宿り、別人のような姿・能力で復活することもある。このような現象はトランスフォーマーを個人たらしめる要素の多くがスパークに含まれているゆえの現象であり、時に人間の感覚とトランスフォーマーの感覚を隔てる差となることもある。ただし、生きているトランスフォーマーから適切な方法でスパークを抜き取り移植したり、何らかの要因で消えずに漂うスパークを移植する場合以外の、一度完全に消えてしまったスパークが舞い戻りトランスフォーマーとして復活するようなことは、トランスフォーマーたちにとっても非常に稀な事態であり、基本的には復活は無く「肉体の死」と完全な死はほぼ同義と捉えられている。
ただし、『アニメイテッド』など一部作品ではスパークが消滅した完全な死の場合であっても、スパークの源であるオールスパークやそれに類する物からエネルギーを受けることができたならば、直ちに復活することも可能な描写がある(『アニメイテッド』のケースでは高層ビルから転落死した直後にオールスパークの鍵を介してスパークを再注入されたオプティマスプライムや遺体にオールスパークの欠片が刺さったスタースクリームが挙げられる)。
基本的にトランスフォーマーは誕生直後から十分な身体機能と人間性を持っており、即座に戦士として戦闘行為に参加できるほどである。戦乱の時代が多いため、新たなトランスフォーマーが誕生したほとんどのケースにおいて新たな戦力の誕生として期待され、生まれたばかりで即戦闘行為へ参加することも珍しくは無い。

### 変身能力
基本形態（概ね人型）から全く別の形へと変形する能力。「トランスフォーム能力」と呼ばれ、「トランスフォーマー」を特徴付ける能力である。「トランスフォーム能力」といっても様々な手段があるため、詳しい事情については各種族の項目にて。
一般的なのは目的に合わせて様々な姿を自分の体と融合させる方法。この選んだ対象に変形できるようにトランスフォーマーの身体構造を組み替えるプロセスを「トランススキャン」「スキャニング」と呼び、専用の機械で対象の構造やデータを読み取り、トランスフォーマーの身体構造をそれに合わせて変化させる（時代によっては体に搭載されている場合も）。多くの変形は関節機構による機械的な形状の変化のみならず、「トランスミューター」という機構により分子構造までをも変化させる。そのため、変形前後で体積や質量に変化が現れ、外見の大きさがスキャン元と変わらないが強度などは大幅に異なる。G1ではその変形機能を司る機関として「トランスフォーム・コグ」というものが存在しているとされ、これがないとトランスフォーマーは変形機能を発揮できないとされる。また、トランスミューターを持たない者は変形前後で体積や質量を変化させることができず、トランスミューターを持っていてもその機能に限界があるため、自身とスキャン元の体積や質量に開きがありすぎると、変形形態が異常なものとなる。前者の例としては実写映画版のブロウル（デバステーター）、後者の例としては『ビーストウォーズ』のラットルが挙げられる。
これら変形プロセスには、地球の動物でいう小脳のような回路に制御を任せるため、変形しようと考えるだけで変形することができる。すなわち、日常的な動作としてトランスフォーマーは変形するのである。この「日常的な動作としての変形」は、初代『トランスフォーマー』における、変形によって受身を取るマイスター、バク転しながら変形しスタースクリームの手に収まるメガトロンといった、トランスフォーマー独特のアクションの演出に貢献している（ただし『ビーストウォーズリターンズ』でリフォーマットされテクノオーガニックのボディに生まれ変わったビースト戦士のように、機能ではなく技能としてトランスフォームに練習が必要なトランスフォーマーもいる）。
変形の目的は様々で、擬態、火力や移動能力の向上、輸送、環境への最適化など多岐に渡る。パターンも基本形態と変形形態の2つとは限らず、3つの形態を持つトリプルチェンジャー、6つの形態を持つシックス一族などの種族もおり、中には有機生命体への擬態方法も併せ持つプリテンダー族なども存在する。
擬態目的の変形の場合、変形形態によっては、十分な効果を発揮できない可能性がある。例えば自動車に変形する者や情報機器に変形する者の場合、擬態モデルのモデルチェンジが頻繁に行われるため、変形形態獲得から時を経るに従って目立ちやすくなる。そのため、状況の変化や作戦によっては、変形形態の再獲得や新しい肉体への人格載せ替えが必要になることがある。実例として、作戦上擬態効果を高める必要性が発生し、BT化が行われたマイスターのケースがある（『バイナルテック』。さらに彼の場合、それまでの変形形態がレース仕様という目立つ物であったという事情もある）。

### スパーク
トランスフォーマーたちの生命。作品によって解釈や概念は異なる場合があるのだが、基本はトランスフォーマーを生物として、個人として確立させる大きな要素であり、心身共に深くトランスフォーマーと結びついている魂である。
光の球のような形で表現されることもあるスパークは、物理的な性質を持ちながら、精神的な性質も持っており、物理的な手段で破壊することが可能であったり、心や精神に干渉され反応を示すこともある。トランスフォーマーたちが起こす特殊能力や肉体の限界を超えた力、不思議な現象の中には、彼らを形作る機械の機能としてではなく、このスパークの力により発揮される物もあり、それらは気合や感情などの精神的な力により発揮されることが多い。
このスパークが、トランスフォーマーたちの身体から離れた後、この世とは別の「マトリクス・ディメンジョン」や「オールスパーク」に還るというのが一般的な彼らの死生観である。
他にもトランスフォーマーの生命と人格を司る部位として「パーソナルコンポーネント」というものがあり、G1のコンバットロンのようにこれを他の機器に組み込むことでその機械がトランスフォーマー化するという例もあった。

### 誕生と起源
トランスフォーマーの誕生はいくつか種類がある。一部を除き、基本的にトランスフォーマーがどうやって繁殖しているのかということは明らかにされていない。性別という概念もあり、戦争中ということで男性が両軍の大半を示すものの女性もちゃんと存在し、互いの恋愛感も確認されているのだが、詳しい事情は各代で異なり、基本は「機械にスパークを宿す」「スパークを宿した機械を精製する」ことで機械を超ロボット生命体へと変えるという手段が取られている。
一般的に有名なセイバートロン原産のトランスフォーマーの起源の説は大きく分けて2つ。
アニメ版では『ザ・ムービー』および『2010』に登場したクインテッサ星人が過去に生み出した労働用機械生命体であるとされ、それが意思を持って造反し、独立したものが今のトランスフォーマーの始祖となったと言われている。一方、アメコミ版などでは光の神プライマスが自分に敵対する闇の存在ユニクロンに対抗して作り上げた眷属であるとされる。
これらの説はどちらも完全に否定も肯定もされておらず、作品により「正しい起源」が適宜決められている。タカラトミー公式サイトでも両方の説が紹介されている。

## サイバトロンとデストロン
トランスフォーマーには平和を尊ぶ「サイバトロン」（オートボット）たち、そして闘争を尊ぶ「デストロン」（ディセプティコン）の勢力が存在し、ほとんどのトランスフォーマーたちはどちらかに属する。
サイバトロンとデストロンは彼らトランスフォーマーの大部分を占める2つの種族の名前にして、それらの種族が組織し束ねる集団名も兼ねる。ほとんどのシリーズでサイバトロンとデストロンはその考えや価値観の違いから数百万年、あるいはそれ以上の年月にわたって果てなく戦争を行っている。この戦いを止めようとする者たちが異星より現れることもあったが、それらはことごとく失敗している。また、トランスフォーマーたちの間でもこのような動きが生まれることもあったが、それらもまた同様である。代表例として、スターセイバーとデスザラスが戦争終結に向けて動こうとした際に、デストロン戦没者たちの怨念に阻まれたケースが挙げられる（漫画版『V』〜『Z』）。
二大勢力の名前が種族名も兼ねていることからわかるように、彼らは種族によって生まれ持つ気質が決まりやすいため、大抵のサイバトロンは平和を愛しサイバトロンの組織に入り、大抵のデストロンは闘争を好んでデストロンの組織に属す。
しかし、これは絶対というわけではなく、G1のスカイファイアーや、『ビーストウォーズ』のダイノボットとブラックウィドー、『マイクロン伝説』のランページのように、トランスフォーマー個人が自らの意思で、生まれ持った種族とは異なる組織へ所属を変えるケースもある。
サイバトロンとデストロン以外にも戦いを嫌って疎開した移民たちやマイクロンや作業用に特化したオムニコンたち、ブレントロンに代表される、破壊神ユニクロンに製作されユニクロンを信奉する「ユニクロンズスポーン（あるいはユニクロンズヘラルド）」と呼ばれる組織など、中立組織は存在するが、それらの組織が表舞台に立つことは珍しい。

## 他種族との関わり
トランスフォーマーたちは創造主と呼ばれる異星人に生み出された。
トランスフォーマーたちは異星への進出も行っており、当地に住む種族との関わりを持つことも多い。その種族がある程度発達した通信網を持っている場合、トランスフォーマーはそれを傍受することによって相手種族の言語を習得する。実写映画版では、インターネットを用いて地球の言語を習得したとオプティマスプライムの口から語られ（小説版ではWi-Fiコネクションを介したとされている）、さらにアイアンハイドが『ダーティーハリー』に登場した台詞を披露するシーンまである。また、過去にトランスフォーマーと関わったことのある種族が、伝承としてその目撃談・体験談を語り継ぐケースが見られる。地球では、『超神マスターフォース』のデストロンプリテンダーや『ギャラクシーフォース』の地球トランスフォーマーが妖怪伝承の原型になったと描写されている。

## 合体
トランスフォーマーの合体とは、複数の独立した個体が結合し、一つの個体となることである。合体によって誕生した個体を、サイバトロンでは合体戦士、デストロンでは合体兵士と呼ぶ。合体戦士／兵士のパワーは、その構成要素となる各個体のパワーの総和を上回る。
合体は、変形と異なり特別な動作となる。アメコミに拠れば、誕生時から合体能力を持つ者でない場合は、合体の適合性を試験し合格した場合、肉体をリフォーマットすることで合体能力を獲得する。適合性試験で不合格となると、意識中枢の不可逆的な破壊が生じ、人間でいう脳死か植物状態のような状態となる。史上初の合体兵士であるデバスターは、アメコミ版ではこの方法で誕生した。アニメ版では、ブルーティカス誕生の経緯から考えると、合体の適合性にかかわる条件はアメコミ版より緩いようである。
合体には、さらに精神的な資質も重要となる。合体戦士／兵士の人格は、その構成要素となるどの個体のものとも異なる、独立した人格として存在するが『マイクロン三部作（もしくはユニクロン三部作）』のリンクアップにもこのことが言える。各員の意思の統一された部分のみが合体戦士／兵士の人格が使用できるリソースとなる。そのため、意思統一の度合いと合体戦士／兵士の知能には正の相関が存在する。この意思統一は非常に難しく、高水準で達成されている、即ち高い知能を持つ合体戦士／兵士は、サイバトロンではガーディアン（テックスペックにて日本版知力8）とコンピューティコン（知力10）、デストロンではプレダキング（知力5）くらいのものである。意思統一の水準が低い場合、知能も低水準となり、その人格自体も不安定となる。そのため、合体後は細かい複雑な動作が難しくなり、合体するべきか否かの判断は、作戦内容などから考え慎重に行うべきものとなっている。事実ビルドロンは、正面からの戦いやバリケード突破といった、単純な作戦内容のときのみデバスターに合体しており、他の合体戦士／兵士も、先のガーディアンのような例外もあるものの、「切り札」「決戦兵器」といった運用法に限定された。この問題は『トランスフォーマーV』の時期には解決を見ることができたようで、コンスタントに合体後も高知能を保つことができ、合体後も高度な知能を要求される作戦も行え、非合体戦士／兵士同様の運用も可能となった。
また和製TFにおける合体戦士の場合、その合体の中心となる戦士が合体後の主導権を握ることが多く、時には合体後もその戦士の名前で呼ばれることがあった。

### スクランブル合体
初代『トランスフォーマー』後半より登場した合体法。指揮官が頭部と体幹部、他のメンバーが四肢となり結合する。四肢となるメンバーは、全員四肢のどの部位にもなることができる。通常の合体戦士／兵士より柔軟な作戦への対応が可能なばかりか、同規格ならば別部隊や敵対勢力のスクランブル能力者を相手にしてすらの混成合体すら可能である。もっとも、「ややっこしくていけない（ファイアーボルト談）」ためか実例は極端に少なく、アニメでは敵対者の手足に強制合体して動きを封じ込めたり、脚を吹っ飛ばされた際にそこに腕をくっつけ射撃した程度であり、基本的な合体形態を崩すことはほとんど無い。詳細は「スクランブル合体ロボ」を参照。

### バイナリー・ボンド
トランスフォーマーの中には、地球人やネビュロン人などの、有機知性体と合体するものもいる。バイナリー・ボンドとは、『ザ・リバース』以降の海外版に登場する、そのような合体法である。パートナーとなる人間あるいはネビュロン人がエクソスーツと呼ばれるパワードスーツを着用もしくはサイボーグ化を行い、トランスフォーマーの頭部（ヘッドマスター）、武器（ターゲットマスター）、変形形態でのエンジン部（パワーマスター）といった部品に変形、合体する。トランスフォーマーと人間の融合によるパワーアップという、サイバトロン戦士ブレインストームの理論がベースとなっている。

### エボリューション
『マイクロン三部作（もしくはユニクロン三部作）』と呼ばれる、『マイクロン伝説』『スーパーリンク』『ギャラクシーフォース』に登場する合体法。マイクロンという、小型のトランスフォーマーとジョイントを介して結合することで、能力の拡大を図るというものである。この能力ゆえに、マイクロンはデストロンから狙われるという受難を背負うこととなった。また、バルク（マイクロンたちが用いる大型TFの俗称）とエボリューションすると、バルクに対しての強い帰属感が生まれてしまう。場合によってはバルクに自由意思さえも支配されてしまうこともある。マイクロン同士の合体能力や、それによって誕生する武装も「エボリューション」といわれ、特に「スターセイバー」「コスモテクター」「アストロブラスター」の三種の神器と呼ばれる装備はリンクアップ以上の力を発揮する。

### リンクアップ
『マイクロン伝説』『スーパーリンク』『ギャラクシーフォース』の3作に登場する総司令官級のトランスフォーマーが仲間のトランスフォーマーと合体する行為を呼ぶ（ただし『スーパーリンク』のガルバトロンのみリンクアップ形態が存在しない）。
具体的には『マイクロン伝説』の「ジェットコンボイ」「バーニングメガトロン」「マグナコンボイ」「マグナジェットコンボイ」、『スーパーリンク』の「ウイングコンボイ」「オメガコンボイ」、『ギャラクシーフォース』の「ライガーコンボイ」「ソニックコンボイ」「ライガーメガトロン」への合体を指す。
人格の統合は行われず、司令官側が裁量権を持ち、アシスト側はアドバイスを送る程度。ただし心が合わないと強制分離されるケースも確認されている。起源は『超神マスターフォース』のゴッドジンライで、後の勇者シリーズで確立された「グレート合体」から発展したもの。
合体する資格や条件についてはほとんどの場合説明されていない（事実、『ギャラクシーフォース』においてソニックボンバーは直感と勢い、それに「ライガージャックにできて自分にできないはずがない」という自己中心的な考えだけでリンクアップを成功させた）。
なお、この3作においてコンボイ（グランドコンボイ、ギャラクシーコンボイを含む）にはそれぞれ2人ずつ合体可能なTFが存在するが、いずれにおいてもうち1人は航空機に変形する飛行可能なTFである（『マイクロン伝説』のジェットファイヤー、『スーパーリンク』のウイングセイバー、『ギャラクシーフォース』のソニックボンバー。なお海外版ではウイングセイバーとソニックボンバーは同一人物である）。

### ユナイト
実写映画『トランスフォーマー/リベンジ』での合体はこう呼ばれている（『初代』のアニメ版でも、合体に際して「○○部隊、ユナイト！」というかけ声はしばしば登場する）。劇中でオートボットではオプティマスプライムとジェットファイアが合体、ディセプティコンではコンストラクティコンが合体しデバステーターとなった。

### スーパーリンク
『スーパーリンク』においてプライマスから授けられたコンビネーションスパークを持つ物同士の合体を呼ぶ。通常のトランスフォームに加え、上半身下半身へのトランスフォームを可能とし、コンビネーションスパークを持つスーパーリンク能力を持つ物同士ならば自在に上下二体合体が可能。

## 転生
トランスフォーマーは変形以外にも、新たなボディに身体を作り変えることで進化することがある。これを転生と呼ぶ。転生は瀕死のトランスフォーマーを修復する過程で発生することが多い。初期の例では重傷を負ったオライオンパックスをアルファートリンが修復して初代コンボイとして生まれ変わらせた事例があげられる。通常のトランスフォームと異なり、転生とは不可逆的な活動であり、一度転生してしまえば以前の姿に戻ることはまず無い。
タカラトミーの公式発表によれば初代コンボイはもっとも多く転生を繰り返した存在である。日本版の歴史では大まかに以下のようになる。
オライオンパックス→初代コンボイ（→コンボイ feat.ダッジ・ラム×メリッサ）→スターコンボイ→ニュークリオンクエスト・スーパーコンボイ→アクションマスターコンボイ→コンボイ・ミサイルトレーラー→バトルコンボイ
また、彼の子孫であるビーストコンボイも多くの転生を経ている。日本版の歴史では大まかに以下のようになる。
セイバートロンモード→ビーストコンボイ→メタルスコンボイ→メタルスパワードコンボイ→リターンズコンボイ→ビーストコンボイ（再生）→ビーストコンボイ（フォースチップ）
転生は総司令官級に限ったことではなく、通常のトランスフォーマーでも何らかのきっかけで起こすことがある。
バンブルがゴールドバグに転生したり、エクシリオンがエクシゲイザーに転生したりと、総司令官とは無関係に転生したケースも多い。
また、転生は通常大幅に姿が変わるが、マスターメガトロンがマスターガルバトロンに変わったように外見上は色が変わった程度の変化でも姿がまるで変わった転生と同列に扱われる。実写映画版でもオプティマスプライムに倒されたメガトロンは実は生存し、インセクティコンで人間たちを操り新たなボディを作らせガルヴァトロンへと転生した。

### バイナルテック・プロジェクト
『バイナルテック』に登場した転生計画。コズミックルストの被害を受けたサイバトロン戦士を、地球人の手で建造された新しい肉体「BT体」に人格を載せかえる「BT化」によって蘇らせる計画である。修復過程による転生の一種であるが、地球人類の大幅な関与がある点が特異である。
「バイナルテック・プロジェクト」には、地球の様々な企業が関わったため、BT化の際に、関わった企業の個性が垣間見えることもあった。例えばホンダは、オーバードライブのBT化にP3やASIMOで得たノウハウを投入することで、納期の最短記録をマークしている。
地球人類とサイバトロンの結びつきを象徴するような計画だが、この成果がデストロンに強奪され、悪のBT兵士が数名誕生している。最悪の場合、地球人類とサイバトロンの関係悪化に結びつくこの事態に、地球防衛軍とサイバトロンは、調査チームを結成し、極秘捜査を行っている。

## 特異的な機構のトランスフォーマー
トランスフォーマーは複数存在する超ロボット生命体の総称であるため、内部には様々な種族が混同する。そこにはサイバトロン・デストロンという括りはなく、種族の中の一部がサイバトロン・デストロンに加入するため同族同士が敵味方に分かれる場合が多々ある。

### リフレクター
初代『トランスフォーマー』の登場人物。1台のカメラからスペクトロ・スパイグラス・ビューファインダーの3人のロボットに変形する。スペクトロはシャッター部、スパイグラスはストロボ部、ビューファインダーはレンズ部分を構成するが、この3人は一人一人では変形が不可能で、変形するために合体が必要。

### ツーインワン
ロボットモードを持たない全く異なる2種のメカが合体して1体のTFになる形態の種族。玩具はスプリングによる一発変形ギミックを持つクイックチェンジャーとして発売されていた。ヘリとオフローダーが合体するバトルトラップとジェットと戦車が合体するフライホールの2体が登場。この他スプリングギミックを持たない種族にはマイクロトランスフォーマーで登場した2体のロボットがカーモードで前後で合体し1台のメカになる「コンバイナー」や『超神マスターフォース』『トランスフォーマーZ』に登場した「DXツーインワン」とも呼べる個体である「オーバーロード」がいる。

### ジャンプスターター
ツーインワンとは違い合体による変形機能を持たないクイックチェンジャー。ドリル戦車に変形するトップスピンと双胴ジェットに変形するツインツイストの2名でアニメには未登場の個体（コミックには登場している）。両名とも元の「ダイアクロン」時代の原色から一転して青系統の酷似したカラーラインに改められている。ギミックとしては後ろに引いて走らせた個体がある程度走るとロックが外れ瞬間的に変形して立ち上がるというもの。なお、ダイアクロン時代に存在したスーパーカーから変形する個体のみTFへの導入はされていない。

### クローンズ
全く同形態のロボットが全く別のモードへと個別に変形する種族。国内外共にそれぞれの陣営ごとに2個入りセットで販売されている。海外版では兄弟として位置づけられておりそれぞれ兄にあたる方が飛行形態へ、弟にあたる方が地上形態へ変形するのが特徴。スペースジェット&スペースカーに変形するクラウドレーカー&ファストレーンとコンドル（海外版ではタカ）&ジャガーへ変形するウイングスパン&パウンスの2種が確認されている。アニメでは互いに親友同士だったことになっている。ウイングスパン&パウンスは国内アニメでは同一の武器を所持していたが「ザ・リバース」では玩具同様個別の武器を所持している。

### マスター星への疎開移民
『ザ☆ヘッドマスターズ』に登場。大型の同族たち（現サイバトロン・デストロン）と比べ戦闘力が低い上、変形能力を持たない小型トランスフォーマーたちは激化する争いを嫌い、指導者「フォートレス」のもと戦争の無い新天地へと疎開していき「マスター星」へたどり着いた。厳しい環境でごく一部の者はヘッドマスターへ進化を遂げたが大半は未だにトランスフォーム能力を持たないままマスター星へ定住している。

#### ヘッドマスター
移民の一部が苛酷な環境で修行し、頭部型の形状に変形する能力を得た者たち。
ボディ状に変形をする特殊ビークル「トランステクター」との「ヘッドオン（合体）」により中型のトランスフォーマー戦士に変形する。ヘッドオンは自分が変形しているということを忘れるぐらい自然な状態であるようで、日常生活もヘッドオンした状態でなんら支障がない。ヘッドマスターは通常のトランスフォーマーと比べて戦闘力に大差は無いが、ヘッドマスター同士のテレパシー（電波妨害に干渉されない）やテレキネシスなどの超常的な特殊能力を持っている。
ヘッドマスター同士は自在にボディを交換でき、これを「クロスヘッドオン」と呼ぶ。交換した瞬間に一時的なパワーアップが発生することが確認されている。直接頭部を交換する以外にも、戦士同士が腕を組むことにより強大なエネルギーを発生させる「クロスフォーメーション」という現象が発生するがその詳細は不明。
皮肉なことに、戦争を避けて疎開したヘッドマスターたちだが、ヘッドマスター能力という戦力を手に入れることによってマスター星で戦争が行われ、やがてはサイバトロンとデストロンの争いに参加する原因になってしまった。

#### ターゲットマスター
移民の一部がブラックホールの影響により銃に変形する能力を得た。ターゲットマスターはサイバトロンかデストロンと融合し、合体兵士を一撃で撃破できる高性能な銃になるが、これは彼らの意思とは無関係。
もともと発音機能を持たない種族のようで、特殊音波と光波により会話を行うが、ターゲットマスター同士と、パートナーの中型トランスフォーマー以外にはコミュニケーションが成り立たない。
『ザ・リバース』では射撃性能、威力の増強のためにサイクロナスがサイバトロンのヘッドマスターを参考に発案した。

### プリテンダー
『超神マスターフォース』より。数万年前地球に移住した中型トランスフォーマー。サイバトロンは地球人の姿に擬態、デストロンたちは有機的な怪物の姿に変身する。セイバートロン星の戦争には干渉せず、地球で独自に活動をしていた。サイバトロンプリテンダーは地球で人間の姿で生活し、酒を飲んだり、肉を食べたり、女性とデートをしたりと人間らしい人生を謳歌している。
戦闘に参加する時にだけスーツオン、マスターフォースプリテンダーというプロセスを経て本来の姿を現す。

### ヘッドマスターJr.
ヘッドマスターの一人クロームドームが開発。ヘッドマスターと同様のトランステクターを地球人向けにカスタマイズしたもので、「マスターブレス」という銀色のリング（腕輪）で「マスターフォース」形態に変身。トランスフォーム時は身体を丸め、トランステクター内から一緒に飛び出したヘッドギア部分が被さる形でヘッドモードに変形する。人類の、それも十代の少年少女がトランスフォーマーに変身できるという画期的・革命的なシステムであるが、一部はデストロンに奪われ悪用される。最終話付近でシステム自体が自我を持ち、人間の部分を介さないトランスフォーマー生命体として生まれ変わった。劇中では語られていないが玩具では旧来のヘッドマスターと合体ジョイントが同規格であり、ヘッドマスターJr.同士はもとより、クロームドームやメガザラックなどの旧ヘッドマスターともクロスヘッドオンが可能である。

### ゴッドマスター
『超神マスターフォース』に登場する、トランスフォーマーの一カテゴリー。ゴッドマスターは「トランステクター」に擬態した乗り物状の生命体。単独ではトランスフォームができず、コミュニケーション能力を全く持たない。しかしゴッドマスターは超常的な縁のような力で人間のパートナーを呼び寄せ、彼らに金色のマスターブレスを与えマスターフォースによりアイアコーンとして取り込むように仕向ける。このゴッドマスターが人間を取り込むことを「ゴッドオン」と呼ぶ。「ゴッドオン」をするとロボットモードにトランスフォームし、今度は取り込まれた人間の意思どおりに動くようになる。トランステクター状の生命体と人間は一種の共生関係にあるといえる。
人間の精神エネルギーにより、超自然的な力「超魂パワー」の中でも通常のトランスフォーマーでも使えると言われる「天超魂」「地超魂」に加えて「人超魂」を発揮することができる（そのため、そのパワーが神の域にまで行ったため、「ゴッド」マスターと呼ばれる）。他のトランスフォーマーと比べ肉弾戦を好み、驚異的な再生力を持っている。再生力は人間にも適用され、ゴッドオン前に重傷を負ったジンライはゴッドオンすることにより全快したケースがある。しかし逆にゴッドオンした状態で再生不能な傷を受ければ人間側にもフィードバックされ、過度なダメージを受ければ強制分離され自然的な治癒を待つしかなくなってしまう。最後にはヘッドマスターJr.同様、各トランステクターが人間パートナーの自我をコピーしたトランスフォーマーとして、独立した存在になった。ギガ・メガを殺害され、デビルZにより新たな人格（とギガの声）を与えられたオーバーロードがその後もアイアコーン無しで活動しているため、他のゴッドマスターも（ヘッドマスターの頭部に該当する、本体小型ロボットとしての）アイアコーンは変形に必要としなくなったようである。
ジンライのように二重合体「ダブルオン」を行うものやオーバーロードのように二体のビークルと二人のアイアコーンを共有するものなど実験的なトランスフォーマーが多い。
ゴッドマスターのオリジンはセイバートロン星で開発されたという説とデビルZが作ったというニ説がありはっきりしない。性能違いはあれ、基本技術はクロームドームのヘッドマスターJr.とまったく同じであるため、マスター星のテクノロジーと浅からぬ関連性が存在する。後年の『キスぷれ』では「セイバートロン星で開発されたゴッドマスターをデビルZが奪い改造を施した」という解釈がなされている。

### Vフォーマー
長期にわたりゴッドマスターとして戦い続けると、トランステクターに人格が転写され、最終的にはトランステクターが独立した超ロボット生命体となる。このプロセスはヘッドマスターJr.と同じなのだが、“元ゴッドマスター”は特異的な機構が災いして、「治療者泣かせのトランスフォーマー」と化してしまう。ジンライ青年を必要としなくなったゴッドジンライがデスザラスの金属生命体破壊砲により重度の損傷を被った時、重傷を負った肉体の治療を諦め、別の肉体への人格移植（スパークの移植?）で対応、こうしてゴッドジンライはビクトリーレオとして転生した。ビクトリーレオは人格移植を受けた際に、移植後しばらくは記憶が阻害され、情緒不安定となり人格も大幅に変更されたが、やがては落ち着いていく。ビクトリーレオを差して「Vフォーマー（ブイフォーマー）」とカテゴライズされている。しかし、他にカテゴライズされている個体は存在しないため、どういう系統なのかは不明のまま。漫画版ではビクトリーレオは「愛」を注がれて元から「勇気」「力」「知恵」「技」を司っていたブレインマスターと共闘している。スパークの移植はトランスフォーマーの個体に多大な負担を強いるため、程度の差はあるが記憶障害や人格障害が起きる可能性が非常に高く、何も問題が起こらなかったケースは前の体と基礎身体構造が変わらないインフェルノVと、『マイクロン伝説』のグラップルのみである。

### ブレインマスター
スターセイバーと彼の部下である三人の騎士たちは胴体内部にブレインと呼ばれる小型ロボ状の物を収納している。ブレインの正体については劇中では明らかにされていないが、トランスフォーマーに組み込むことによって何らかのパワーアップができるらしい。ブレインを持つものはブレインマスターとしてサイバトロンの中でエリートとされている。ブレインマスターはヘッドマスターやゴッドマスターと違い、ビークルの方が本体であり、ブレインは補助的なシステムに過ぎない。玩具ではブレイン同士を交換できるギミックがあるが、劇中では行われていない。

### ブレストフォース
『トランスフォーマーV』に登場。胸部にブレスターもしくはブレストアニマルと呼ばれる小型動物型トランスフォーマーを装備している。ブレスターは胸部装甲、射撃武器そして自立式動物型マシーンとして利用可能。動物型に変形したブレスターと本体のトランスフォーマーのコンビネーション攻撃はサイバトロンにとって脅威である。他方でブレストフォースにはブレスターを攻撃に回すと胸部の防御力が低下するという弱点もある。ブレストアニマルと本体のトランスフォーマーの関係は劇中ではデスザラスを見る限りペットと飼い主という風情であるが、レオザックのブレストアニマルのみレオザックの意志そのものとして行動し喋っているシーンがあり、詳しい関係は謎である。

### マルチ戦隊
『トランスフォーマーV』に登場。単体での小型ビークル・ロボットモードに加え、二体一組で中型ロボットへの上下合体能力を持つトランスフォーマーの総称。劇中では三組（六体）登場し、普段は二体合体状態で生活している。合体時には上半身になった方の声で話すが、分離時には別個の自我を持つ存在として行動する。玩具ではその組み合わせは自在であるのだが、劇中ではほとんど生かされず、わずかにマッハタックルが上下交換でタックルマッハに変形した程度である。六体全員が合体すればランドクロスが完成する。サイバトロンの中でも若い戦士たちの集まりで、合体時でも苦戦することが多かった。

### 恐竜戦隊
普段は外装＝シェルであるサイボーグ恐竜（メカと有機部分が混在した外観）の内部にロボット体が収納されているトランスフォーマー。
収納時は内部ロボットの意思が恐竜を動かし、戦闘時には「トランスアウト」のコールで分離。その後はロボットとサイボーグ恐竜とが別個に動くことも可能。
サイボーグ恐竜と各パートナーのロボットとは良好な関係のようで、恐竜はパートナーから簡単な指令を受け取って任務をこなすが、日常では互いの体を洗いあったりという光景もあった。
ゴウリュウとヨクリュウは恐竜シェルの背部に騎乗してのコンビネーションが得意（ゴウリュウは恐竜内部に収納される描写自体が無く、常に騎乗して部隊指揮をとる）。
ロボット部分は六体合体して合体兵士ダイノキングになるが、玩具設定上では（アニメ劇中では登場しなかったが）各ロボットも単体でモンスターモードに変形が可能である。

### アクションマスター
新エネルギー「ニュークリオン」を取り込むことによって自身の変形能力を失ったトランスフォーマー。失ったトランスフォーム能力を補うため、トランスフォーム能力を持つ補助ビークルやパートナーのミニトランスフォーマーを持つ。アクションマスターエリートとして変形機能を残したアクションマスターも存在する。アクションマスターの一部（コンボイやバンブルなど）は後に新たなボディに転生してトランスフォーム能力を取り戻している。

### マイクロン
『マイクロン伝説』以降の作品に登場する人間の子供程度のサイズしかない小型トランスフォーマー。サイバトロン・デストロンのどちらの陣営にも付かない中立の存在だが、中型トランスフォーマーと合体「エボリューション」して潜在力を引き出す能力があるため、戦いに巻き込まれていくことになる。発話能力を持たないが、一度エボリューションした相手や人間の子供たちとは意志の疎通が可能になる。
『マイクロン伝説』においてはマイクロンの正体はユニクロンの体細胞の変化体であるとされ、ユニクロンが他のトランスフォーマーをエボリューションを通じて侵蝕する、それが本来のマイクロンの役目だったのである。しかしマイクロンたちはパートナーのトランスフォーマーや人間たちとの絆により自我を持ち、ユニクロンに対し反逆することになる。なお、『ギャラクシーフォース』に登場するマイクロンたちのオリジンは明らかになっていないが、劇中では惑星ギガロニアにて建築作業用に特化かつ巨大化したTFとは別系統に進化したTF種族であると言及されており、彼らは共生関係であると示唆されている。

### ビースト戦士
『ビーストウォーズ』シリーズに登場する。
今までの金属生命トランスフォーマーと大きく構造が異なり、液状の素体の上に生物のDNAを上書きすることでトランスフォームをする、有機生命体寄りのトランスフォーマー。従来のトランスフォーマーのように無機的な存在をスキャンし変形することに加え、動植物といった有機生物をスキャンし「変身」することを可能とする。彼ら以前のトランスフォーマーにもダイノボット部隊やアニマトロン、テラートロンなどの動物型に変身する者は存在したが、それらはあくまでアニマルロボットという動物型ではあっても無機的な存在であったのに対して、ビースト戦士は生物のDNAをスキャンし（DNAをスキャンできるならば対象の状態は問わず、化石をスキャンすることも可能）、ビーストモード時にはスキャンした生物の有機的な外観を忠実に再現することが可能。ただし、あまりにも小さい生物をスキャンした場合（鼠、蜘蛛など）はそのサイズまでは再現できず、ビーストモードは本来の生物よりも巨大な物となってしまい、擬態としては不完全なものになる。また、スキャン装置に不具合が生じ、一度のスキャンで二種の生物をスキャンされた場合はキメラ状のビーストモードを持つ「フューザース」という状態になる。
身体のサイズはそれまでのトランスフォーマーに比べ小型（地球人と同程度）。それまでのサイバトロンやデストロンとは種族が異なる存在だが性質的には似通っており、従来のサイバトロンに近い方を「マクシマルズ」、従来のデストロンに近い方を「プレダコンズ」ともそれぞれ呼称される。誕生後に軍を入れ替わったり脱退は可能。動植物をスキャンする主な理由としては、彼らが他星への探検・外交使節などの役割を担った際、その星の環境に迅速に適応するため。無印『ビーストウォーズ』ではロボットモードでは星に溢れるエネルゴンの影響を強く受けすぎるため、それから逃れるためとしても使われた。ただし、あまりに長時間ビースト形態でいると、その動物の野生的部分が人格プログラムを侵食してしまうという弊害が出る場合もある。動物の肉や果物といった普通の食品を食べてエネルギーに変換することが可能だが、エネルゴンより変換効率は悪い。
彼らはサイバトロンとデストロンの大戦終結後、「マクシマルズ・アップグレード」政策により誕生したとされ、両者ともセイバートロン星奥深くの生産工場でスパークを宿した液体金属の「プロトフォーム」と呼ばれる状態で生まれてくる。プロトフォームはカプセルの中で眠り続け、他の存在をスキャンしトランスフォーマーとしてのカタチを得て初めて活動を開始する。スキャンを行うには外部装置の利用が必須であったが、『ビーストウォーズリターンズ』では体の中にスキャン装置を内蔵した新型のビースト戦士も登場している。ビースト戦士は一度生物をスキャンすると体の組成がDNAレベルで変化するため、セイバートロン星でリフォーマットを受けるか、何らかの外部入力（クォンタムサージやアンゴルモアエネルギー、トランスメタルドライバーなど）が無い限り、擬態形態を変更することは不可能。
ビースト戦士誕生の裏には劇中で謎のエイリアンとして現われる「ヴォック」と呼ばれる存在がかかわっており、彼らのスパークはヴォックの一端から生まれている。「ヴォック」とは、「スウォーム」と「マトリクスオブリーダーシップ」の力で未来の地球人たち、爬虫人類「ジャダイ」、外宇宙で帝国を築いていたG2デストロンたちが一つの大きなスパークへと融合した三位一体の存在。そしてヴォックの一部である「マトリクス」（G1のマトリクスとは別物）からビースト戦士のスパークは生まれ、これらの設定は劇中では語られないが、タカラトミーの公式サイトなどで語られている。
アニメスタッフにインタビューして制作された書籍『ビーストウォーズ ユニバース』によれば、生まれた直後のスパークがプロトフォームの状態でセイバートロン星へ現れ、別の惑星で生物をスキャンし、死亡するとマトリクスへ帰っていく。このビースト戦士の一生の輪廻のプロセスでマトリクス（ヴォック）は有機的なデータを回収し、人類の姿の再生を目指す。劇中ではビースト戦士にとって異質的な者「エイリアン」と呼ばれたヴォックは本来はビースト戦士と同質の存在なのである。劇中で描写されていない『ビーストウォーズユニバース』で描かれたこれらの設定が公式の設定とは認知されているわけではないことも付記しておく。実際のところ、ビーストコンボイとビーストメガトロンはそれぞれがG1コンボイとG1メガトロンの直系の子孫であることがアニメ内で示唆されている。
旧トランスフォーマーがビースト戦士に転生することも可能で、作中ではG1に登場していたカセットロンのジャガーがプレダコンズに転生して登場。プロトフォーム状態ならばマクシマルズとプレダコンズの境界が曖昧らしく、マトリクスから生まれ本来マクシマルズであるはずの存在をプレダコンズとして容易く再プログラミングしている。
『ビーストウォーズ』時点でセイバートロン星ではオートボッツ（従来型サイバトロン）・ディセプティコンズ（従来型デストロン）・マクシマルズ・プレダコンズの四つの種族が共存して暮らしており、『ビーストウォーズネオ』ではセイバートロン星のビースト戦士の考えとして「命を持つロボットとして自然からパワーを得て生きる。その原点がビーストモード」と一種の思想めいた物が語られている。
『ギャラクシーフォース』に登場した惑星アニマトロスのトランスフォーマーたちも普段は動物の姿を取っているが、彼らもビースト戦士と呼べるかについては劇中では言及されていない。

#### トランスメタルス
ビースト戦士がクォンタムサージと呼ばれる特殊エネルギーを浴びることで進化した姿。基本的に素質に関係なく浴びた物は無条件で進化するが、元々多少のクォンタムサージの影響下にある環境で生まれたビースト戦士は、誕生の過程でクォンタムサージに適合しているためか、クォンタムサージを浴びてもトランスメタルスに進化することはない。
メタルス化するとビーストモードから有機的さが大幅に失われロボットアニマルに近くなるが、「ビークルモード」と呼ばれる第三のモードを手に入れる。これはビーストモードの姿を基本に車輪や羽根やブースターなどが現われる形での変形で、機動力が大幅に上昇する。また、これらの変化に伴ってロボットモードの外見も変化し、パワーアップする場合もある。

#### トランスメタルス2
ビースト戦士が「トランスメタルドライバー」と呼ばれる外部機器によって進化した姿。「2」とは付いているものの上記のメタルスとは誕生経緯がまったく異なる存在である。また、上記と異なり地球出身のビースト戦士も転生することが可能。
肉体が無機的な姿になるのはメタルスと変わらないが、基本的にビークルモードは持っていない。その代わり、トランスフォーマーの生命の源であるスパークの力を最大限に引き出すことが可能となり、ダイノボットは驚異的な自己再生能力、チータスは高い身体能力、ブラックウィドーは超能力をそれぞれ得ている。なお、チータスは『ビーストウォーズII』に登場したニューデストロンのように有機体と機械が入り混じったサイボーグのような姿となっている。

### 和製ビースト戦士

#### ブレントロン
『ビーストウォーズネオ』に登場。ユニクロンが己の復活のために製作したトランスフォーマーで、ユニクロンに絶対の忠義を誓う眷属的な存在。キメラ状のビーストに変身するが『メタルス』のフューザー戦士との関連は不明。アニメでは3体のみが登場したが、単体でもビッグコンボイやマグマトロンなど総司令官および破壊大帝級の戦士を凌ぐ圧倒的な戦闘能力でサイバトロンとデストロン両軍のビースト戦士たちを翻弄した。漫画版では逆に大量に現われてビッグコンボイ部隊と戦ったが、雑魚敵のような扱いでアニメほど強くは無かった。

## 人造トランスフォーマーの試み
トランスフォーマーを人類の手で生み出そうとする試みが、シリーズ中何度か行われている。その全てが、異なるアプローチである。

### サイバトロンX
初代『トランスフォーマー』に登場。スパイクの父、スパーグプラグがサイバトロン戦士の予備パーツを使って作成されたロボット生命体。体はつぎはぎだらけでトランスフォームできるかも不明。起動当初は知能レベルも低く暴走した。後に仲間の修理中の代替ボディとして利用する予定だったが、実際に利用したのは大怪我をしたスパイクのために使用した。

### ボンバー計画
『超神マスターフォース』に登場。ジンライのパワーアップ案として、超魂パワーで駆動し、装甲トラック、ヒューマノイド、スーパージンライの強化パーツの形態をとる自律ロボット「ゴッドボンバー」が建造された。超魂パワーで駆動するという点では、ゴッドマスターのトランステクターの延長上にあるといえる。
ゴッドボンバーは開発者であるメタルホークの予想を超え、やがて新生命体ゴッドジンライ、そしてビクトリーレオへの進化を遂げ行くことになる。

### C-X
『トランスフォーマー スターゲート戦役』に登場。デストロンに対抗するためアメリカ軍とサイバトロンとの共同開発のAI搭載戦闘ロボット。このロボットの開発にはアメリカ国内では反発も多く、またコンボイ自身も最終的にはデストロンとの戦い終結後に技術破棄を望んでいたが、完成したC-Xはいずれも亡霊スタースクリームに操られて敵に回る結果となった。

### BT-08
『バイナルテック』に登場。最新の人工知能技術により、トランスフォーマーの精神を人間の手で再現するプロジェクトである。この精神を再現した人工知能をBT体に組み込むことで、まさに人間に対する人造人間のような自律ロボット「レプリカ・オートマトン」となる。

### オートルーパーの量産
『トランスフォーマー キスぷれ』に登場。謎のトランスフォーマー「レギオン」に対抗するために、可変式自律ロボット「オートルーパー」の生産、配備を行っている。レプリカ・オートマトンが人造人間的アプローチならば、こちらは純然たる機械としてのアプローチで作られた人造トランスフォーマーである、といわれているが、そのオートルーパーの正体はユニクロン細胞を培養して製作されたロボットであり、レギオンと全く同質の存在である。それゆえキスプレイヤーの人間が憎悪に染まればパートナーのオートルーパーも暴走してしまうという危険性を孕んだ存在だった。実はオートルーパーが開発された真の目的とは、ユニクロン細胞による死人を再生するプロジェクトの試作機である。

### エルデドロイド
e-HOBBY限定「マスターピース コンボイ ブラックVer.」付属コミックに登場。デストロン軍団の精神的なコンボイへの畏怖を利用したコンボイタイプの遠隔操作ロボット。物質複製機によって21体が実働配備される。

### 人造トランスフォーマー
『トランスフォーマー/ロストエイジ』にて登場。反トランスフォーマーを標榜する企業「KSI」が、回収されたディセプティコンの死体や、CIAの特殊部隊「墓場の風」に暗殺されたオートボットの死体、採掘されたレアメタルなどを加工して生み出された新物質「トランスフォーミウム」で構成されている。これまでのトランスフォーマーとは違い、体の構造を部品単位で組み替えるのではなく、体を分子状に分解し、再構成させる。
試作モデル第一号の「スティンガー」、軍事用の試作モデル「ガルヴァトロン」、それ以外にも、量産型の人造トランスフォーマー50体が既に完成しており、軍に無線操縦される予定だった。しかし、実は頭部のみの状態で生きていたメガトロンが、密かに自らの染色体をガルヴァトロンのボディに移植し、新たな破壊大帝として復活する（このガルヴァトロンのボディ自体、KSIに捕らわれの身になっていたブレインズに自らのスペックを伝え、人間を利用して作らせたものだった）。これにより、人造トランスフォーマーの無線操縦システムを掌握したガルヴァトロンは、残りの50体の量産型を起動、ディセプティコンを再建した。

## ユニクロンとプライマス
トランスフォーマーの中で神と呼ばれる存在。トランスフォーマーの歴史はこの二極神の戦いの歴史でもある。詳細はユニクロン、プライマス (トランスフォーマー)参照。